# Włoscy posłowie do Parlamentu Europejskiego 2019–2024
Włoscy posłowie IX kadencji do Parlamentu Europejskiego zostali wybrani w wyborach przeprowadzonych 26 maja 2019, w których wyłoniono 73 deputowanych. W 2018 zaplanowano przyznanie Włochom 3 dodatkowych mandatów (w ramach rozdzielenia części mandatów przynależnych Wielkiej Brytanii), jednak procedura ich obsadzenia została opóźniona w związku z przesunięciem daty brexitu i przeprowadzeniem wyborów również w Wielkiej Brytanii.

## Posłowie według list wyborczych
Liga Północna
- Matteo Adinolfi[2]
- Alessandra Basso
- Anna Cinzia Bonfrisco
- Paolo Borchia
- Marco Campomenosi[2]
- Massimo Casanova
- Susanna Ceccardi
- Angelo Ciocca
- Rosanna Conte[2]
- Toni Da Re
- Elisabetta De Blasis, poseł do PE od 2 listopada 2022
- Francesca Donato[2]
- Gianna Gancia
- Matteo Gazzini, poseł do PE od 2 listopada 2022
- Paola Ghidoni, poseł do PE od 2 listopada 2022
- Valentino Grant
- Danilo Oscar Lancini
- Elena Lizzi
- Alessandro Panza
- Francesca Peppucci, poseł do PE od 6 kwietnia 2023
- Antonio Maria Rinaldi
- Maria Veronica Rossi, poseł do PE od 6 kwietnia 2023
- Silvia Sardone
- Annalisa Tardino
- Isabella Tovaglieri
- Lucia Vuolo
- Stefania Zambelli
- Marco Zanni
- Vincenzo Sofo[2], poseł do PE od 1 lutego 2020 (objęcie mandatu było zawieszone do czasu brexitu)

Partia Demokratyczna
- Pietro Bartolo[3]
- Brando Benifei
- Mercedes Bresso, poseł do PE od 6 kwietnia 2023
- Caterina Chinnici
- Beatrice Covassi, poseł do PE od 6 grudnia 2022
- Andrea Cozzolino
- Nicola Danti, poseł do PE od 5 września 2019
- Paolo De Castro
- Giuseppe Ferrandino
- Elisabetta Gualmini
- Camilla Laureti, poseł do PE od 12 stycznia 2022
- Alessandra Moretti
- Giuliano Pisapia
- Pina Picierno
- Franco Roberti
- Massimiliano Smeriglio
- Irene Tinagli
- Patrizia Toia
- Achille Variati, poseł do PE od 2 listopada 2022

Ruch Pięciu Gwiazd
- Isabella Adinolfi
- Tiziana Beghin
- Fabio Massimo Castaldo
- Ignazio Corrao
- Rosa D’Amato
- Maria Angela Danzì, poseł do PE od 2 listopada 2022
- Laura Ferrara
- Mario Furore
- Chiara Maria Gemma
- Dino Giarrusso
- Piernicola Pedicini
- Sabrina Pignedoli
- Daniela Rondinelli
- Marco Zullo

Forza Italia
- Lara Comi, poseł do PE od 2 listopada 2022
- Giuseppe Milazzo[4]
- Alessandra Mussolini, poseł do PE od 2 listopada 2022
- Aldo Patriciello
- Massimiliano Salini
- Fulvio Martusciello[4]
- Salvatore De Meo, poseł do PE od 1 lutego 2020 (objęcie mandatu było zawieszone do czasu brexitu)

Bracia Włosi
- Carlo Fidanza
- Pietro Fiocchi[5]
- Denis Nesci, poseł do PE od 2 listopada 2022
- Nicola Procaccini[5]
- Raffaele Stancanelli[5]
- Sergio Berlato[5], poseł do PE od 1 lutego 2020 (objęcie mandatu było zawieszone do czasu brexitu)

Południowotyrolska Partia Ludowa
- Herbert Dorfmann

Byli posłowie IX kadencji do PE
- Roberto Gualtieri[3] (z listy PD), do 5 września 2019
- David Sassoli (z listy PD), do 11 stycznia 2022, zgon[6]
- Silvio Berlusconi[4] (z listy FI), do 12 października 2022
- Mara Bizzotto (z listy LN), do 12 października 2022
- Simona Bonafè (z listy PD), do 12 października 2022
- Andrea Caroppo (z listy LN), do 12 października 2022
- Carlo Calenda (z listy PD), do 12 października 2022
- Marco Dreosto (z listy LN), do 12 października 2022
- Eleonora Evi (z listy M5S), do 12 października 2022
- Raffaele Fitto[5] (z listy FdI), do 12 października 2022
- Antonio Tajani (z listy FI), do 12 października 2022
- Simona Renata Baldassarre (z listy LN), do 2 kwietnia 2023
- Luisa Regimenti (z listy LN), do 3 kwietnia 2023
- Pierfrancesco Majorino (z listy PD), do 4 kwietnia 2023